# Halimède (lune)
Pour les articles homonymes, voir Halimède.
Halimède (désignation temporaire S/2002 N 1) est un satellite naturel de Neptune.

## Historique

### Découverte
L'objet a été découvert en 2002 par l'équipe de Matthew J. Holman en couplant des images du télescope de 4 m de l'Observatoire interaméricain du Cerro Tololo au Chili et du télescope de 3,6 m de l'Observatoire Canada-France-Hawaï à Hawaï.

## Dénomination
Temporairement désigné S/2002 N 1 porte le nom de l'une des Néréides, Halimède.